# Wasilij Jakowlew
Wasilij Jewgrafowicz Jakowlew (ros. Василий Евграфович Яковлев, ur. 28 stycznia/9 lutego 1839 w Carycynie, zm. 2 sierpnia/15 sierpnia 1908 w Eupatorii) – rosyjski zoolog, entomolog. Jego kolekcja znajduje się w Instytucie Zoologicznym Rosyjskiej Akademii Nauk.